# Burg Kuryłówka
Die Burg Kuryłówka (polnisch Zamek w Kuryłówce) ist eine Burgruine in Kuryłówka, in der Nähe von Leżajsk. Die Burg gehörte dem polnischen Adelsgeschlecht Tarnowski.

## Lage
Die Burg liegt im Sandomirer Becken in der Landgemeinde Kuryłówka am Flussknie der Złota.

## Geschichte
Bereits zur Zeit der Piasten gab es hier eine Slawenburg. Ab 1424 gehörte die Burg den Tarnowski. 1524 verlegten die Tarnowski ihren Sitz jedoch nach Leżajsk, wo sie ein Renaissanceschloss errichteten. Kurz darauf stieg Jan Krzysztof Tarnowski zum Reichsfürsten des Heiligen Römischen Reichs auf. Bis 1655 fungierte die Burg jedoch noch als Residenz neben dem Schloss in Leżajsk. Im 18. Jahrhundert baute Stanisław Potocki die Burg in ein Barockschloss um. Möglicherweise wurde auf dem Schloss Jan Potocki geboren. Das Schloss verfiel nach 1832. Von der Anlage sind nur noch die Wirtschaftsgebäude erhalten.